# الآخرون (لوست)

شخصيات الآخرون الرئيسية في الموسم الثالث من المسلسل لوست

الآخرون (بالإنجليزية: The Others)‏ هم مجموعة من الشخصيات الخيالية التي تسكن جزيرة غامضة في المسلسل التلفزيوني الأميركي لوست والذي تم بثه على هيئة الإذاعة الأمريكية (بالإنجليزية: ABC)‏. معظم أفرادهم بدأوا كخصوم ليكونوا بعد ذلك بمثابة سلسلة 'الشخصيات الرئيسية، على الرغم من أن في الآونة الأخيرة يبدو أنها أقل عداء للناجين من الرحلة 815 وأصبحت حلفائهم أكبر للتغلب على التهديدات. وفقا للعراقي سعيد جراح، ما لا يقل عن 50 اخرين كانوا يعيشون على الجانب الشمالي من الجزيرة في نقطة واحدة..
أشير إليهم من قبل مبادرة دارما بـ العدائيون أو المواطنون، وهم مجموعة غامضة تعيش على الجزيرة، والتي تتمثل من خلال ريتشارد ألبرت، الذي كان تابعاً بشكل غير مباشر لجيكوب قبل موته في عام 2007.

## بداية وجودهم
في سياق قصة المسلسل يجلب جيكوب منذ زمن طويل الناس ليثبت لعدوه، الرجل ذو الرداء الأسود، بأنه مخطئ في ما يتعلق بطبيعة الناس. وفقاَ لجيكوب بأن الرجل ذو الرداء الأسود لديه اعتقاد بأن الناس هم فاسدون في الأصل، في حين أن جيكوب يتمنى أن يريه بأن الناس يمكنهم التفريق بين الصواب والخطأ بدون تدخله. لبعض الوقت، الأشخاص الذين جلبهم جيكوب إلى الجزيرة قتلت ببساطة من قبل الرجل ذو الرداء الأسود، بدون تقدم جيكوب. في عام 1867 على أية حال، وصل ريتشارد ألبرت إلى الجزيرة على الصخرة السوداء، وكبديل لهبة الخلود، وافق ليكون بمثابة الوسيط بين جيكوب والناس الذين يجلبهم إلى الجزيرة. وكان هذا أساسا بداية الآخرين.

## الأفراد
- ريتشارد هذا الشخص لايكبر بالعمر، وهو من السكان الاصليين للجزيرة، قابل «بينجامين» في الغابة و«جون» مرتين ويظن انه يسافر بالزمن، ويظن انه «جيكوب» الذي يعتبر القائد الرئيسي لسكان الجزيرة وهو حتى الآن من أكثر الشخصيات غموضاً في المسلسل.
- بنجامين لاينوس (يختصر بـ: بين) - المعروف أيضاً بـ هنري غيل (أوقعت به المرأة الفرنسية وكان مرسلاً في مهمه وحين خضع لاستجواب أبطال المسلسل: ادعاسقوطه ببالون على الجزيرة ورسم خارطة بذلك بخطة مسبقة لكسب ثقتهم ولكنهم سريعاً ماكشفوه ثم هرب) وعرف في ما بعد أن اسمه الحقيقي هو بنجامين وهو قائد الآخرون.
- توم الذي تم التعرف على اسمه في الموسم الثالث، حيث كان يعرف سابقاً باسممستر فرندلي وثم يقتل على يدي سوير.
- جولييت، هي طبيبة إخصاب، تولت رعاية واستجواب جاك بعد اعتقاله. يظهر انها كانت تعمل في مؤسسة طبية في الولايات المتحدة الأمريكية ونجحت بجعل أختها تحبل ضمن نطاق تجربة طبية غير مرخصة فهددها زوجها السابق أنها يجب أن تشارك باكتشافاتها معه لكي يستطيع ان يحميها من السلطات التي تلاحق الأعمال بدون الرخصة. تم عرض عمل على جولييت من قبل جهة معينة إلا انها رفضت لانها لا تستطيع ان تترك المؤسسة التي يديرها زوجها فقام عميل المؤسسة بالعرض عليها بكافة التسهيلات لكي تقبل العرض، إلا انها قالت لا تستطيع، وعندما سُئلت «ما الذي يمكن فعله لإقناعك؟» قالت بصورة غير جدية «أن يُسحق زوجي السابق تحت حافلة». وبعد فترة، فعلاً حصل هذا أمام عينيها، فشكت هي بالجهة التي أرادت توضيفها، إلا أن عميل تلك الجهة أنكر، وعرض عليها العمل مرة أخرى وفي هذه اللقطة يصاحب العميل ايثان روم، وتقبل جولييت بالوظيفة، انقلبت على بين وصارت مع ناجين الطائرة 815 بعد خروجها لتحديد النساء الحوامل.
- ايثان روم (خطف كلير وتم قتله من قبل تشارلي)
- آليكس، فتاة عمرها 16 عاماً، متمردة ضد الآخرون، يتم الإشارة إلى أن بين هو أبيها، ولكنها في الحقيقة ابنة دانييل روسو وتم خطفها حين ولادتها.

## قوانينهم

الآخرون

وفقاً لريتشارد ألبرت مرشد المجموعة، قائد واحد فقط يعين في كل مرة، وهذا الشخص يجب أن يخضع لاختبارات عديدة للحصول على هذا المنصب. وفقا بينجامين لاينوس، القائد لا يزال يجب عليه أن يستجيب إلى جيكوب. بين نفسه -القائد السابق- لم يلتقِ بجيكوب أبداً خلال توليه لهذا الدور. وبصرف النظر عن بين، الذي واجه جيكوب أخيرا في «الحادثة، الجزء 2،» عضو الآخرين الوحيد الذي يمتلك اتصال مباشر مع جيكوب هو ريتشارد ألبرت. فترة تعيين بينجامين لاينوس كقائد للآخرين جاء في وقت ما بعد حملة التطهير، حين أطاح بالقائد السابق تشارلز ويدمور. وبقي في السلطة حتى نقل بين الجزيرة في عام 2004، عندما أخذ جون لوك مكانه. فترة تولي جون كانت قصيرة جدا، حيث أنه كرها عندما كان ينتقل عبر الزمن على مر تاريخ الجزيرة أرسل في النهاية إلى خارج الجزيرة، وانتهى ذلك بوفاته. عندما عاد «لوك» إلى الجزيرة، بعد ثلاث سنوات من مغادرته، هو كان في الحقيقة الرجل ذو الرداء الأسود في شكل جون لوك.
قبل فترة تولي بين، بدت قيادة الآخرين مشتركة بين تشارلز ويدمور وإلويس هوكينغ، التي كانت بينهما علاقة حب «معقدة». قبلهم بدا ريتشارد ألبرت يقود الآخرين كـ «قائد» في 1954؛ هو ذكر بأنّه كان لديه رئيس يستجيب إليه. ولم يتضح إذا كان يشير إلى قائد لم ير أو ببساطة إلى جيكوب نفسه.
يبدو الآخرون غير راغبين بتوضيح أنفسهم إلى ناجي أوشيانيك الرحلة 815، في حين لا زالوا يختطفون، يقتلون، يستعبدون ويرهبون لأغراض مجهولة. مع ذلك أدى هذا إلى صراع طويل الأمد بين المجموعتين، ومنذ أن جاءت الناقلة إلى الجزيرة انتقلوا إلى نزاعات أخرى التي حرّضتهم جنبا إلى جنب.
الإطار الزمني الأسبق الذي يظهرالآخرين على الجزيرة كان في 1954، لكنهم كانوا على الجزيرة لفترة كافية ليشار إليهم بـ «السكان الأصليين». «جغهيد» يتحدثون أيضاً بلغات مختلفة مع بعضهم البعض، بما في ذلك اللاتينية والروسية، لكي لا يفهمهم الأجانب. يجنّدون الناس بشكل نشيط من العالم الخارجي لالتحاق بهم على الجزيرة، وبحلول عام 2004، عدد قليل جداً من أعضائهم قد ولدوا في الجزيرة، بسبب وفاة النساء الحوامل حيث يمرون بمحنة طبية لم يتوصلوا لعلاجها لحد الآن والتي أصابت الآخرين في وقت ما بعد عام 1977.
يبدو بأنهم يملكون ثروة كبيرة وقوة في العالم الخارجي، ويستدل على ذلك من واجهة شركتهم ميتلوس للعلوم البيولوجية. بعد حملة التطهير، كسبوا استخدام «جالجا» الغواصة من مبادرة دارما، والسماح لهم في الدخول والخروج من الجزيرة كما يشاؤون.
يستعمل الآخرون حلقات الرماد الأسود لإبعاد (أو من المحتمل إدخال) وحش الدخان. وحش الدخان يمكن أن يعبر حافة الرماد فقط عندما يختل ترابطه.